# Hydrellia italica
Hydrellia italica is een vliegensoort uit de familie van de oevervliegen (Ephydridae). De wetenschappelijke naam van de soort is voor het eerst geldig gepubliceerd in 1974 door Canzoneri & Meneghini.